# Другой мир (фильм, 2003)
«Другой мир» (англ. Underworld, дословно: Преисподняя) — фильм 2003 года режиссёра Лена Уайзмана, соединивший традиции боевика, современного «чёрного триллера» и фильмов о вампирах и оборотнях.
Слоган — «Во время финальной битвы вампиров и оборотней на чьей стороне будете Вы?»
После выхода фильм получил смешанные отзывы критиков. Меньшее количество рецензентов хвалили такие элементы, как стильная готическая графика фильма, самообладание в исполнении Кейт Бекинсейл и тщательно проработанная мифология вампиров и оборотней. Фильм собрал 95 миллионов долларов при производственном бюджете в 22 миллиона долларов. За фильмом последовали «Другой мир II: Эволюция», выпущенный тремя годами позже, и ещё три фильма.

## Сюжет
В течение нескольких поколений бушует тайная война между вампирами и ликанами, древним видом оборотней. После нескольких столетий сражений между двумя вражескими расами вампиры одержали верх. Это произошло после смерти вождя ликанов Люциана от рук вампира Крэйвена, который впоследствии стал регентом ковена. Селин, член элитной группы вампиров-убийц, известных как «Вестники смерти», жаждет отомстить ликанам, которые убили её родителей, когда она была ребёнком.
Во время драки с ликанами в метрополитене Будапешта погибает вампир по имени Натаниэль, и одновременно Селин обнаруживает тайное логово оборотней, где учёный Синдж занят неудачными экспериментами с пленными потомками Первого Бессмертного — Александра Корвинуса. 
Вернувшись в особняк Ёрдегхаз, Селин делится своими опасениями с регентом клана вампиров Крэйвеном, который затем встречается с делегацией вампиров из Нового Света во главе с Дмитрием. После того как Селин проникла в квартиру студента-медика Майкла Корвина, ранее ставшего объектом слежки со стороны оборотня по имени Рейз, туда же проникает сам Люциан, который ранее выжил в ходе похода вампиров на крепость оборотней и долгое время скрывался в подполье. Вампирша и Майкл успевают спастись бегством, но Майкла кусает Люциан, тем самым передав ему часть своих воспоминаний из прошлого. 
После пережитого ДТП Селин на некоторое время прячет Майкла в особняке, однако он после сбегает оттуда, при этом испугавшись светской львицы — вампирши Эрики. Поскольку регент ковена Крэйвен был единственным свидетелем предполагаемой смерти Люциана, Селин подозревает его в предательстве и затем просматривает в тайной библиотеке особняка повествующую про падение Люциана рукопись.
Пока Синдж на глазах у лидера ликанов проводит удачный опыт с использованием добытой Люцианом крови Майкла, Селин преждевременно пробуждает спящего старейшину клана вампиров Виктора, передав ему тем самым свои воспоминания. Однако, разозлившись за раннее пробуждение, Виктор позднее отказывается верить предупреждениям Селин о предательстве Крэйвена и напоминает ей, что его соратник старейшина Маркус Корвинус должен был пробудиться до него.
В тайной лаборатории вампиров Селин привязывает Майкла, которого ранее в больнице попытались пленить люди Люциана, опасаясь, что укус ликанов превратит его в оборотня, когда взойдёт полная луна. Проникшись к Майклу симпатией, она постепенно рассказывает ему больше о своём прошлом. В своё время воевода Виктор удочерил её и превратил в вампира после смерти её родителей. 
Затем Селин возвращается в особняк и подвергается заточению, успев смутить Крэйвена вопросом, сам ли он в своё время снял татуированный участок кожи с тела Люциана. Помощница Крэйвена Эрика, которая ранее обнаружила на теле Майкла место укуса оборотня, спасает её из заточения. Селин удаётся захватить Синджа в плен в ходе перестрелки с ликанами. Одновременно оборотням Пирсу и Тейлору удаётся похитить Майкла и вколоть ему специальное лекарство.
Находясь в плену в логове ликанов, Майкл вскоре узнаёт, что когда-то Люциан был влюблён в дочь Виктора Соню и что Виктор убил её после того, как обнаружил их запрещённую любовную связь. Лидер оборотней в разговоре с пленником утверждает, что когда-то ликаны были рабами вампиров и война началась, когда они восстали против них. Тем более на глазах у Люциана Виктор позволил солнечному свету уничтожить беременную Соню.
Во время допроса Виктором в особняке вампиров пленник Синдж подтверждает слова Селин касаемо предательства регента и объясняет, зачем ликанам нужен Майкл. Выясняется, что у вампиров и оборотней на самом деле есть общий предок, а Майкл — прямой потомок древнего Венгерского военачальника Александра Корвинуса, который в своё время пережил эпидемию смертельной болезни. Как наследник легендарной родословной Корвинуса, он обладает уникальным генетическим штаммом, который может позволить ему стать гибридом вампира и оборотня.
Одновременно старейшина клана вампиров Амелия прибывает в Будапешт из Нового Света, чтобы пробудить Маркуса и передать ему власть. Но на вокзале из-за предательства приближенного Крэйвена по имени Сорен она вместе со своей свитой попадает в ловушку и её убивают ликаны под предводительством Рейза. Виктор узнаёт об этом от оружейника Кана и принимает решение касаемо похода на логово ликанов. При этом Селин получает от него задание — убить Майкла.
Вооружённые вампиры во главе с Каном, включая Селин, проникнув в логово Люциана, вступают в бой с ликанами. Селин удаётся найти Майкла и спасти его из плена. Крэйвен, который сумел во время допроса Виктором Синджа сбежать из особняка вампиров и затем ранить смертельно Люциана в его логове, сталкивается с Селин и Майклом. Выпустив несколько начинённых нитратом серебра пуль в потомка Александра Корвинуса, регент-предатель говорит Селин, что на самом деле её родителей убил Виктор. Умирающий Люциан ранит Крэйвена спрятанным кинжалом, а затем убеждает Селин укусить Майкла, полагая, что её укус сделает его бессмертным гибридом вампира и оборотня. Крэйвен, добив Люциана с помощью пули с нитратом серебра, бежит из логова ликанов.
Когда Виктор прибывает в логово ликанов, он убивает Рейза, который ранее, приняв волчий облик, умертвил Сорена в ходе поединка. Вампир-воевода признаётся Селин, что убил её родителей и наказал свою дочь, но непреклонно доказывает свою правоту; он настаивает на том, что убил Соню на благо своего народа, и утверждает, что сделал Селин бессмертной из-за любви к ней. Виктор в ходе поединка пытается убить ставшего гибридом Майкла, но Селин убивает воеводу его же мечом. Теперь враги и вампиров, и ликанов, а именно Селин и Майкл, вместе покидают логово оборотней, забрав амулет Сони, который некоторое время хранил у себя Люциан.
В особняке Ёрдегхаз Маркус, единственный оставшийся в живых старейшина клана вампиров, пробуждается после того, как кровь ранее убитого Виктором во время допроса Синджа просачивается в его саркофаг.

## В ролях
| Актёр           | Роль                                                                      |
| --------------- | ------------------------------------------------------------------------- |
| Кейт Бекинсейл  | Селин Делец (Рыцарь / Вестник) Смерти / гибрид штамма Корвинуса           |
| Скотт Спидмэн   | Майкл Корвин гибрид                                                       |
| Майкл Шин       | Люциан лидер ликанов                                                      |
| Шэйн Бролли     | Крэйвен регент-предатель клана вампиров                                   |
| Билл Найи       | Виктор старейшина клана вампиров, лидер Восточного клана вампиров         |
| Эрвин Ледер     | Синдж ликан-генетик                                                       |
| София Майлс     | Эрика вампирша, приближённая Крэйвена                                     |
| Робби Ги        | Кан вампир-оружейник                                                      |
| Кевин Гревье    | Рейз правая рука Люциана                                                  |
| Зита Гёрёг      | Амелия старейшина клана вампиров, лидер Западного клана вампиров          |
| Скотт МакЭлрой  | Сорен подчинённый Крэйвена                                                |
| Уэнтуорт Миллер | Адам доктор                                                               |
| Тодд Шнайдер    | Трикс ликан, помощник Рейза                                               |
| Язмин Дамак     | Соня дочь Виктора, возлюбленная Люциана / Делец (Рыцарь / Вестник) Смерти |

## Музыка
Саундтрек к фильму был спродюсирован Дэнни Лонером и распространялся через Roadrunner Records. Лонер опирался на песню канадской индустриальной группы Skinny Puppy и на песню американской группы The Dillinger Escape Plan, исполняющей агрессивный техничный стиль хардкор-панка под названием mathcore; песня американской альтернативной рок / пост-хардкор группы Finch под названием "Worms of the Earth"; песня группы Icarus Line, известной своей резкой рок-музыкой; и Лиза Джермано, американская певица / автор песен и мульти-инструменталист, специализирующаяся на альтернативном роке и поп-музыке.

## Сборы
Фильм собрал 51 970 690 долларов в США и 95 708 457 долларов по всему миру. Другой мир был выпущен на DVD и VHS от Columbia TriStar Home Entertainment.

## Критика
Общий рейтинг одобрения первого фильма составляет 31% на агрегаторе рецензий Rotten Tomatoes, основанный на 161 обзоре. Консенсус сайта гласит: «Другой мир выглядит стильно, но утомительно». Аудитория, опрошенная CinemaScore, поставила фильму среднюю оценку «B +» по шкале от «A +» до «F».

## Продолжения
Продолжение под названием Другой мир 2: Эволюция, в котором Маркус Корвинус попытался освободить из заточения своего брата - близнеца, родоначальника клана оборотней Вильгельма, было выпущено 20 января 2006 года. Приквел - Другой мир: Восстание ликанов, который дает более подробную информацию о создании вида "Ликан" и ненависти Люциана к вампирам и их лидеру воеводе Виктору, был выпущен 23 января 2009. Второе продолжение, Другой мир: Пробуждение, в котором Селин знакомится со своей дочерью Евой, было выпущено 20 января 2012 года, а третье продолжение, Другой мир: Войны крови, в котором Селин избавляется от облика беглой преступницы - вампирши, вышло 6 января 2017 года.